# Mit Siebzehn am Abgrund
Mit Siebzehn am Abgrund (Originaltitel: High School Confidential!) ist ein US-amerikanischer Film aus dem Jahr 1958 von Jack Arnold. Der Film basiert auf einer Geschichte von Robert Blees.

## Handlung
Tony Bekker kommt neu in die Stadt und auf die dortige Highschool. Kaum angekommen, provoziert er auch schon mit seinem rüpelhaften Auftreten gegenüber Mitschülern und Lehrern. Nur mit dem unscheinbaren Peter freundet er sich schnell an. Auch Jackie Carrigan, dem Chef der Gang Wheelers and Dealers, versucht er bereits am ersten Tag die Freundin Jenny auszuspannen. Zudem prahlt er gerne, dass er zukünftig die Leitung der Gang übernehmen werde. Des Weiteren wird von ihm bei jeder Gelegenheit das Trinken von Gesundheitstee, ein Pseudonym für das Rauchen von Marihuana-Stäbchen, erwähnt, und er lässt keinen Zweifel darüber, dass er außer einem großen neuen Auto offensichtlich noch eine Menge Geld besitzt. Tony ist frisch bei seiner Cousine Gwen eingezogen, deren Mann aktuell auswärts arbeitet. Gwen lebt recht freizügig und versucht Tony bei jeder Gelegenheit zu verführen. Die Polizei schult aktuell die Lehrer und Eltern, um sie für das wachsende Drogenproblem zu sensibilisieren. Kommissar Burger stellt leider viel zu oft fest, dass das Problem von beiden Gruppen gerne heruntergespielt wird.
Als Tonys Provokationen nicht nachlassen, organisiert Carrigan drei Raufbolde seiner Gang, um Tony in der Umkleidekabine eine Abreibung zu verpassen. Da Tony allerdings ein Messer dabei hat, bricht Jackie die Aktion ab und zieht sich mit seinen Jungs zurück. Jenny ist aktuell leider pleite und fiebert dem nächsten Stäbchen hinterher. Bei dem Bekleidungsgeschäft Morino kann sich Jenny etwas Geld besorgen. Das zwielichtige Ehepaar Morino stellt für Jennys Vater im Gegenwert des Geldes Rechnungen über Kleider aus. Das Geld reicht trotzdem noch nicht für neue Drogen. In der örtlichen Bar bittet Tony Jenny zum Tanz und lässt sie wissen, dass er über ihre Sucht Bescheid weiß. Auf einer folgenden Pool-Party versucht er, über Jenny an die Dealer zu gelangen, um auch ihr die benötigten Drogen zu besorgen. Über den Dealer Jimmy Gallow, versucht Tony an eine größere Menge Stäbchen zu kommen. Dieser verspricht beim morgigen illegalen Autorennen dafür zu sorgen. Bei dem Rennen stellt sich schließlich Carrigan als nächster Dealer heraus. Dieser verkauft Tony auch seine größere Menge an Stäbchen, will aber mit dem von Tony angefragten Kokain nichts zu tun haben. Schließlich will er hier einen Kontakt zu seinem Lieferanten Herrn X herstellen. Die erhaltenen Stäbchen versteckt Tony hinter der Radkappe seines Wagens, bevor das Rennen startet. Am illegalen Rennen zwischen Mitgliedern der beiden Gangs Wheeler and Dealers und der Rangers nimmt auch Tony teil. Im Gemenge mit den anderen Fahrzeugen lockert sich die Radkappe, welche als Versteck dient. Als das Rennen abrupt durch die Polizei beendet wird, löst sich die Radkappe und die Drogen werden freigelegt. Die Jugendlichen werden verhaftet, nach kurzer Zeit aber wieder entlassen. Selbst Tony wird durch einen von Herrn X beauftragten zwielichtigen Rechtsanwalt aus der Haft erlöst.
Die Lehrerin Arlene Williams besucht Tonys Cousine, welche als Erziehungsberechtigte ihre Ansprechpartnerin ist, und berichtet von ihren Sorgen, den Drogen, dem Autorennen. Sie sieht in Tony offensichtlich mehr als den Rowdy, für den er sich ausgibt. Gwen wiegelt die Befürchtungen ab und unterstellt der Lehrerin, ein Auge auf Tony geworfen zu haben. Arlene verlässt die Wohnung, als Tony nach Hause kommt. Gwen folgt Tony in sein Zimmer. Nachdem er auf ihre Annäherungsversuche nicht anspringt, konfrontiert sie ihn mit dem Fund von Marihuana in seinem Zimmer. Tony wiegelt das Thema ab und begibt sich in die Bar, wo er sich mit Jenny trifft. Der ebenfalls anwesende Carrigan hat ein Treffen mit Herrn X und Tony vereinbart. Auf dem Herrenklo spricht der Kellner Quinn Tony an, ob er alles dabei habe. Die beiden scheinen sich offensichtlich zu kennen. Tony bejaht dieses und verlässt mit Carrigan die Bar. Die beiden werden vom Fahrer Brigg empfangen. In den Gebäuden der Crest Juke Box Company findet das Treffen mit Herrn X schließlich statt. Eine Freundin von Jenny, Doris ist schwer gezeichnet von Heroin und ebenfalls in einem Nebenzimmer anwesend. Herr X versucht mit dem Drogenentzug, Doris offenbar zur Prostitution zu zwingen. Bevor Herr X mit Tony Geschäfte machen will, muss sich dieser einem letzten Test unterziehen, indem er sich selber eine Spritze Heroin setzt. Dieses gelingt Tony, indem er die Spritze in einen kleinen Ball leert welchen er in der Armbeuge versteckt. Daraufhin unterbreitet Tony Herrn X die Kaufabsicht von einem halben Kilogramm Heroin, Herr X stimmt zu und sichert Tony zu, dass Brigg ihn anrufen werde, sobald der Stoff verfügbar ist. Tony trifft auf dem Weg nach Hause Kommissar Burger, der ihn mit Mike anspricht und bestätigt, dass Quinn ihn bereits über den Ablauf informiert hätte. Damit wird klar, dass Tony als verdeckter Ermittler der Polizei die Dealer verfolgt. Zu Hause angekommen, schließt Tony ein bisher am Körper verstecktes Tonbandgerät an, um das mit Herrn X mitgeschnittene Gespräch abzuhören. Er hat Jenny nicht bemerkt, die in seinem Bett auf ihn gewartet und somit einen Teil der Aufnahme gehört hat. Tony steckt das Gerät wieder ein und versucht sich rauszureden. Jenny bettelt ihn um Marihuana an, als Brigg schließlich anruft. Er wolle ihn in einer halben Stunde zur Übergabe in der Bar treffen. Tony ruft Arlene an und bittet diese, sich um Jenny zu kümmern. Bevor Tony das Haus verlassen kann, kommt seine Cousine mit einer Bekanntschaft betrunken nach Hause. Im Streit schlägt Tony die Bekanntschaft nieder, bevor seine Cousine betrunken umfällt. Briggs holt Bekker ab und bringt ihn in die Bar.
Arlene kümmert sich tatsächlich um Jenny, als überraschenderweise Carrigan mit seinem Kumpel Jimmie in der Wohnung erscheint. Als Carrigan Jenny zur Rede stellt, was sie hier zu suchen habe, erzählt sie ihm von der geheimen Aufnahme mit Herrn X. Daraufhin durchschaut Carrigan Tonys Plan und schlägt die Mädchen nieder. Herr X übergibt mit Briggs grade das Heroin an Tony in der Vorratskammer der Bar, als Carrigan anruft und Tony verrät. Tony ist aufgeflogen, als Briggs das versteckte Tonbandgerät bei ihm findet. Quinn ist allerdings misstrauisch geworden und hat, wie mit Kommissar Burger besprochen, den Anführer der Rangers, Bentley, um Hilfe gebeten. Tony kann sich vor dem Erschießen retten, indem er Herrn X das Heroin ins Gesicht wirft. In der folgenden Schlägerei schlägt Bentley Briggs nieder, und Tony besiegt Herrn X.

## Titelmusik
Jerry Lee Lewis singt den Titelsong High School Confidential im Vorspann auf der Ladefläche eines über das Schulgelände fahrenden Trucks. Als Tony mit Jenny später die Bar für ein Konzert der „neuen Kapelle“ besucht, ist der Titel ebenfalls zu hören.

## Synchronisation
Die deutsche Synchronfassung entstand 1958 im MGM Synchronisations-Atelier Berlin. Dabei bekamen einigen Rollen abweichende Namen.
| Darsteller          | Synchronsprecher       | Rolle                  | Originalname    |
| ------------------- | ---------------------- | ---------------------- | --------------- |
| Ray Anthony         | Wolfgang Lukschy       | Briggs                 | Bix             |
| Jackie Coogan       | Curt Ackermann         | Herr X                 | Mr. A.          |
| Mamie Van Doren     | Margot Leonard         | Gwen                   |                 |
| John Drew Barrymore | Klaus Miedel           | Jacky Callaghan        | J. I. Coleridge |
| Burt Douglas        | Ulrich Thein           | Jimmy Galla            |                 |
| Ned Wever           | Paul Wagner            | Kommissar Burger       |                 |
| Robin Raymond       | Friedel Schuster       | Morinos Mitarbeiterin  |                 |
| James Todd          | Paul Wagner            | Mr. Fisher             |                 |
| Irvin Berke         | Friedrich Schoenfelder | Mr. Morino             |                 |
| Jan Sterling        | Tilly Lauenstein       | Mrs. Williams          |                 |
| Regis Parton        | Rainer Brandt          | Peter                  |                 |
| Rusty Lane          | Clemens Hasse          | Polizeiwache           |                 |
| Pierre Watkin       | Paul Klinger           | Rechtsanwalt Kerry     |                 |
| Charles Halton      | Hans Hessling          | Schuldirektor Robinson |                 |
| Helen Kleeb         | Alice Treff            | Schulsekretärin        |                 |
| Russ Tamblyn        | Herbert Stass          | Tony Bekker            | Tony Baker      |
| Gil Perkins         | Eduard Wandrey         | Streifenpolizist       |                 |
| Michael Landon      | N.N.                   | Billy Bendrick         | Steve Bentley   |
| Diane Jergens       | N.N.                   | Jenny Fischer          | Joan Staples    |

## Trivia
In der Schule stellt sich Michael Landon Tony mit Billy Bendrick vor. In der Schlussszene wird er von Quinn aber mit Bentley – dem Namen aus der US-Fassung – angesprochen.

## Kritik
Das Lexikon des internationalen Films schreibt „Ansatzweise wirklichkeitsnahe Krimiunterhaltung.“
Das Filmportal SofaHelden.de beschreibt den Film im Rahmen der DVD Besprechung als: „Mit Siebzehn am Abgrund ist ein unterhaltsamer Highschool-Thriller im Drogenmilieu, der gleichzeitig mehr als deutlich Stellung bezieht.Sehr schön anzusehen ist Russ Tamblyn als Hauptfigur Tony, der hier bereits viele Charakterzüge seiner drei Jahre später erschaffenen Kultfigur ‚Riff‘ erkennen lässt. Aber auch sein direkter Gegenspieler J.I. Coleridge, gespielt von John Drew Barrymore (wie der Name schon andeutet der Vater von Drew Barrymore), weiß zu gefallen.“
Der Filmkritiken-Aggregator Rotten Tomatoes hat in einer Auswertung ein Publikumsergebnis von 48 Prozent positiver Bewertungen ermittelt, bei den Kritikern bekam der Film zu 70 Prozent eine positive Bewertung (Stand März 2023).